# Herbert Gorman
Herbert Sherman Gorman, född 1893, död 1954, var en amerikansk författare.
Gorman, som efter skolstudier försökte sig på de mest skilda yrken, bland annat som banktjänsteman och skådespelare, inträdde 1914 på journalistbanan och arbetade främst som litteraturkritiker i en rad amerikanska tidningar och tidskrifter. Han levde under mellankrigstiden länge utomlands, främst i Frankrike, var antikommunist och antinazist, var konfessionslös med sympatier för katolicismen. Gorman skrev förutom dikter och romaner en rad beaktade biografier, såsom James Joyce: his first forty years (1924), A Victorian American: Henry Wadsworth Longfellow (1926), Hawthorne: a study in solitude (1927) och James Joyce: a biography (1940).